# Laportea amberana
Laportea amberana là loài thực vật có hoa trong họ Tầm ma. Loài này được (Baker) Leandri mô tả khoa học đầu tiên năm 1950.